# Кукобовский сельский совет (Решетиловский район)
Кукобовский сельский совет (укр. Кукобівська сільська рада) — входит в состав
Решетиловского района
Полтавской области
Украины.
Административный центр сельского совета находится в 
с. Кукобовка.

## Населённые пункты совета
- с. Кукобовка
- с. Дмитренки
- с. Долина
- с. Коломак
- с. Кузьменки
- с. Лютовка